# Reyno (Arkansas)
Reyno es una ciudad ubicada en el condado de Randolph en el estado estadounidense de Arkansas. En el Censo de 2010 tenía una población de 456 habitantes y una densidad poblacional de 173,29 personas por km².

## Geografía
Reyno se encuentra ubicada en las coordenadas 36°21′39″N 90°45′33″O / 36.36083, -90.75917. Según la Oficina del Censo de los Estados Unidos, Reyno tiene una superficie total de 2.63 km², de la cual 2.63 km² corresponden a tierra firme y (0%) 0 km² es agua.

## Demografía
Según el censo de 2010, había 456 personas residiendo en Reyno. La densidad de población era de 173,29 hab./km². De los 456 habitantes, Reyno estaba compuesto por el 95.39% blancos, el 0.44% eran afroamericanos, el 1.32% eran amerindios, el 0% eran asiáticos, el 0% eran isleños del Pacífico, el 0.44% eran de otras razas y el 2.41% pertenecían a dos o más razas. Del total de la población el 0.88% eran hispanos o latinos de cualquier raza.